# Marta Rovira
Marta Rovira i Vergés (Vic, 25 gennaio 1977) è una politica spagnola, dal 2011 segretaria generale di Sinistra Repubblicana di Catalogna.

## Biografia
Laureata in diritto all'Università Pompeu Fabra e in scienze politiche e dell'amministrazione pubblica all'Università Aperta della Catalogna. Dopo aver conseguito l'abilitazione alla professione di avvocato, è stata professoressa di diritto amministrativo alla Scuola di Polizia della Catalogna tra il 2003 e il 2007, e successivamente direttrice del servizio logistico dell'Agenzia Catalana per la Cooperazione e lo Sviluppo (2007-2011).
Militante di Sinistra Repubblicana di Catalogna (ERC) dal 2005, nel 2008 ne è divenuta segretaria per le politiche internazionali, europee e di cooperazione, e nel 2011, segretaria generale (seconda carica del partito), sotto la presidenza di Oriol Junqueras.
Nelle elezioni regionali catalane del 2012, viene eletta deputata al Parlamento della Catalogna, e diviene portavoce del gruppo parlamentare di ERC. Alle elezioni regionali catalane del 2015 si ripresenta nella lista unitaria indipendentista di Junts pel Sí, venendo rieletta e venendo scelta nuovamente per il ruolo di portavoce del gruppo parlamentare.
Tra il 2008 e il 2012 è stata la segretaria generale dell'Alleanza Libera Europea, e tra il 2006 e il 2007 segretaria dell'Associazione dei Giovani Avvocati di Catalogna.
Indagata per il reato di ribellione e altri reati in relazione al referendum illegale del 1º ottobre 2017 e la successiva presunta dichiarazione d'indipendenza della Catalogna, dal giudice del Tribunale Supremo Pablo Llarena, il 19 febbraio 2018, dopo essere stata interrogata per due ore, le è stata accordata la libertà su cauzione, fissata in €60.000.00.
Il 23 marzo 2018 era attesa dal giudice perché le venisse comunicato il rinvio a giudizio per il reato di ribellione e decisa la misura cautelare nei suoi confronti. Lo stesso giorno, Marta Rovira ha fatto sapere che non si sarebbe presentata ed è fuggita dalla Spagna, con destinazione Ginevra, in Svizzera.